# Marja-Liisa Kirvesniemi
Marja-Liisa Kirvesniemi (nacida como Marja-Liisa Hämäläinen, Simpele, 10 de septiembre de 1955) es una deportista finlandesa que compitió en esquí de fondo. Su marido, Harri Kirvesniemi, también compitió en esquí de fondo.
Participó en seis Juegos Olímpicos de Invierno, entre los años 1976 y Lillehammer 1994, obteniendo en total siete medallas: cuatro en Sarajevo 1984, oro en 5 km, 10 km y 15 km y bronce en el relevo (junto con Pirkko Määttä, Eija Hyytiäinen y Marjo Matikainen), bronce en Calgary 1988, en el relevo (con Pirkko Määttä, Marjo Matikainen y Jaana Savolainen), y dos bronces en Lillehammer 1994, en 5 km y 30 km.
Ganó ocho medallas en el Campeonato Mundial de Esquí Nórdico entre los años 1978 y 1993.

## Palmarés internacional
| Juegos Olímpicos   | Juegos Olímpicos       | Juegos Olímpicos  | Juegos Olímpicos |
| Año                | Lugar                  | Medalla           | Prueba           |
| ------------------ | ---------------------- | ----------------- | ---------------- |
| 1984               | Sarajevo (Yugoslavia)  | Medalla de oro    | 5 km             |
| 1984               | Sarajevo (Yugoslavia)  | Medalla de oro    | 10 km            |
| 1984               | Sarajevo (Yugoslavia)  | Medalla de oro    | 20 km            |
| 1984               | Sarajevo (Yugoslavia)  | Medalla de bronce | Relevo 4 × 5 km  |
| 1988               | Calgary (Canadá)       | Medalla de bronce | Relevo 4 × 5 km  |
| 1994               | Lillehammer (Noruega)  | Medalla de bronce | 5 km             |
| 1994               | Lillehammer (Noruega)  | Medalla de bronce | 30 km            |
| Campeonato Mundial |                        |                   |                  |
| Año                | Lugar                  | Medalla           | Prueba           |
| 1978               | Lahti (Finlandia)      | Medalla de oro    | Relevo 4 × 5 km  |
| 1985               | Seefeld (Austria)      | Medalla de plata  | 5 km             |
| 1985               | Seefeld (Austria)      | Medalla de plata  | 10 km            |
| 1989               | Lahti (Finlandia)      | Medalla de oro    | 10 km            |
| 1989               | Lahti (Finlandia)      | Medalla de oro    | Relevo 4 × 5 km  |
| 1989               | Lahti (Finlandia)      | Medalla de plata  | 15 km            |
| 1991               | Val di Fiemme (Italia) | Medalla de plata  | 5 km             |
| 1993               | Falun (Suecia)         | Medalla de plata  | 15 km            |